# ヴェスターヴァルト級給兵艦
ヴェスターヴァルト級給兵艦 (ドイツ語：Versorger WESTERWALD-Klasse) は、西ドイツ海軍ならびに統一ドイツ海軍（以下ドイツ海軍）の給兵艦である。2隻が建造された。
戦闘艦艇に弾薬を補給することを主任務とする艦である。積載能力は1,080t。補給ポスト1基のほか大型クレーンを2基装備する。
冷戦後の改編により、軍人ではない軍属職員が乗り込むようになった。ベルリン級補給艦の整備も進められたことから、2002年に2番艦オーデンヴァルトが退役し、2012年には1番艦ヴェスターヴァルトも退役した。

## 同型艦
| 艦番号 | 艦名                          | 起工           | 進水           | 就役           | 退役            |
| ------ | ----------------------------- | -------------- | -------------- | -------------- | --------------- |
| A1435  | ヴェスターヴァルト Westerwald | 1965年 3月11日 | 1966年 2月25日 | 1967年 2月2日  | 2012年 12月17日 |
| A1436  | オーデンヴァルト Odenwald     | 1965年 3月11日 | 1966年 5月5日  | 1967年 3月23日 | 2002年 2月2日   |